# Bellezze rivali
Bellezze rivali (Centennial Summer) è un film del 1946 diretto da Otto Preminger. Commedia musicale, è basato su un romanzo di Albert E. Idell e fu prodotto dalla 20th Century Fox in risposta al successo del musical Meet Me in St. Louis della MGM.
La canzone All Through the Day di Jerome Kern e Oscar Hammerstein II fu candidata agli Oscar per la miglior canzone.

## Trama
Le sorelle Julia ed Edith Rogers, nella Filadelfia del 1876, rivaleggiano per conquistare Philippe Lascalles, giunto dalla Francia per allestire il padiglione per l'Esposizione universale da tenersi quell'anno, in occasione del centenario della dichiarazione di indipendenza degli Stati Uniti d'America. Ma mentre Julia sembra nutrire – ricambiata - un affetto sincero per Philippe, Edith cerca di sedurlo solo per provare alla sorella - con la quale è da sempre stata in disaccordo - la propria superiorità nel campo amoroso; e nel far ciò trascura il fidanzato, dottor Ben Phelps, ostetrico.
Il padre delle due sorelle rivali, Jesse Rogers, è un dipendente di medio-alto livello delle ferrovie, ma non è sempre ben visto dai suoi superiori (e neppure dai suoi familiari, eccettuata forse Julia), principalmente per il fatto che il suo hobby, la costruzione di innovativi orologi – che egli da tempo cerca invano di proporre alle alte sfere delle ferrovie perché vengano adottati da tutte le stazioni ferroviarie – lo mette spesso in contrasto con tutti: per questo motivo, nel corso degli avvenimenti, egli viene degradato a svolgere mansioni sempre più umili nell'impresa, e alla fine viene licenziato.
Mentre alterne vicende interessano le due sorelle rivali, con Philippe e Ben, l'intervento di zia Zenia (cognata di Jesse) finisce col mettere fine alle crescenti difficoltà: gli orologi di Jesse vengono infine adottati nell'intero sistema ferroviario, mentre i rapporti amorosi si appianano. Edith torna con Ben, e Julie e Philippe possono sviluppare la propria liaison amorosa.

## Produzione
Il film, prodotto dalla Twentieth Century Fox Film Corporation e basato su Centennial Summer, romanzo di Albert E. Idell pubblicato a New York nel 1943, fu girato con il sistema audio Western Electric Recording. Le riprese iniziarono all'inizio di settembre e durarono fino a inizio novembre 1945 con alcune scene aggiunte in dicembre.

### Colonna sonora
- The Right Romance, musica di Jerome Kern, testi di Jack Yellen, cantata da Jeanne Crain (doppiata da Louanne Hogan)
- Up with the Lark, musica di Jerome Kern, testi di Leo Robin, cantata da Jeanne Crain (doppiata Louanne Hogan), Linda Darnell (doppiata), Barbara Whiting Buddy Swan, Constance Bennett e Walter Brennan
- All Through the Day, musica di Jerome Kern, testi di Oscar Hammerstein II, cantata da Larry Stevens, Jeanne Crain (doppiata da Louanne Hogan), Linda Darnell (doppiata), William Eythe (doppiata da David Street e Cornel Wilde (doppiato da Ben Gage)
- In Love in Vain, musica di Jerome Kern, testi di Leo Robin, cantata da Jeanne Crain (doppiata da Louanne Hogan) e William Eythe (doppiato da David Street)
- Cinderella Sue, musica di Jerome Kern, testi di E.Y. Harburg, cantata e danzata da Avon Long e bambini

## Distribuzione
Distribuito dalla Twentieth Century Fox Film Corporation, il film fu presentato in prima a Filadelfia il 10 luglio 1946. A New York, la prima si tenne il 17 luglio. Il film uscì poi nelle sale statunitensi nell'agosto di quell'anno.